# رودريك كابوي
رودريك كابوي (بالإنجليزية: Roderick Kabwe)‏ هو لاعب كرة قدم زامبي يلعب حاليًا لصالح نادي زاناكو الزامبي.

## روابط خارجية
- رودريك كابوي على موقع قاعدة بيانات كرة القدم.إي يو (الإنجليزية)
- رودريك كابوي على موقع ناشيونال فوتبول تيمز (الإنجليزية)
- رودريك كابوي على موقع Soccerway.com (الإنجليزية)
- رودريك كابوي على موقع كووورة